# 六氧化碳
六氧化碳是一种不稳定的无机碳氧化物，其分子式为CO6。该化合物拥有具有Cs（亦即Cv1）对称性的异构体。这种六氧化碳分子中的六元环并不呈正六边形，而是空间六边形：六元环中与碳原子相对的氧原子与相邻氧原子间O-O键键长为1.391Å，以这个氧原子为顶点的O-O-O键角为104.1°；两个不与碳相连的氧原子和六元环中与碳相连的相邻氧原子之间的O-O键键长为1.491Å，以这两个氧原子为顶点的O-O-O键角为105.9°；六元环中与碳相连的两个氧原子与碳原子之间的C-O键键长皆为为1.362Å，C-O-O键角为115.7°，六元环内的O-C-O键角为120.4°；碳原子与六元环外的氧原子间C-O键键长为1.185Å，六元环外的O-C-O键角为119.6°。

## 历史
2007年，Corey S. Jamieson首先发现了五氧化碳的C2对称型异构物。他在研究中称实验验证n>5的碳氧化物的存在性十分困难。一年之后他利用超真空不锈钢室营造了气压低于5×10−11托的环境（此方法曾被用于制备三氧化碳等多种多氧化碳），然后用分谱学技术在10K下首先检测到了六氧化碳Cs对称异构体的存在。